# Justice nationale (Pérou)
Justice nationale (espagnol: Justicia Nacional) est un parti politique péruvien fondé en septembre 2003 par Jaime Salinas. Celui-ci s'est présenté en 2006 pour les élections générales.